# كوينتن بليك
كوينتن بليك (بالإنجليزية: Quentin Blake)‏ (16 ديسمبر 1932 في المملكة المتحدة)؛ رسام توضيحي، كاتب للأطفال، رسام كارتون، كاتب وروائي بريطاني.

## روابط خارجية
- كوينتن بليك على موقع ميوزك برينز (الإنجليزية)
- كوينتن بليك على موقع أول ميوزيك (الإنجليزية)
- كوينتن بليك على موقع ديسكوغز (الإنجليزية)